# Matthew Hoppe
Matthew Hoppe [ˈmæθ.juː ˈhɔ.pi] (* 13. März 2001 in Yorba Linda, Kalifornien) ist ein US-amerikanischer Fußballspieler. Er stand zuletzt beim FC Middlesbrough unter Vertrag und ist US-amerikanischer Nationalspieler.

## Karriere

### Verein
Hoppe spielte ab 2015 in der Jugend des Strikers FC aus Irvine, Kalifornien. Zur Saison 2017/18 schloss er sich der Barça Academy in Casa Grande im Bundesstaat Arizona an, die im August 2017 durch eine Zusammenarbeit des FC Barcelona mit der örtlichen Grande Sports Academy entstanden war.
Zur Saison 2019/20 wechselte Hoppe in das Nachwuchsleistungszentrum des FC Schalke 04. Dort spielte er unter Norbert Elgert mit den A-Junioren (U19) in der A-Junioren-Bundesliga. Er erzielte in 17 Einsätzen 3 Tore, ehe die Liga im März 2020 aufgrund der COVID-19-Pandemie nicht fortgeführt werden konnte. Zur Saison 2020/21 schaffte der Stürmer zunächst nicht den Sprung in den Profikader und rückte in die zweite Mannschaft auf, die in der viertklassigen Regionalliga West spielte.
Ende November 2020 wurde Hoppe, der bis dahin in 15 Regionalligaeinsätzen (einmal von Beginn) ein Tor erzielt hatte, von Manuel Baum gemeinsam mit weiteren Nachwuchsspielern in das Training der Profimannschaft berufen, die nach dem 8. Spieltag mit 3 Punkten auf dem letzten Platz stand. Bei der folgenden 1:4-Niederlage gegen Borussia Mönchengladbach am 28. November 2020 debütierte Hoppe in der Startelf in der Bundesliga. Unter Baum folgten 2 weitere Kurzeinsätze sowie ein Regionalligaeinsatz. In der Weihnachtspause übernahm Christian Gross die Mannschaft und bot Hoppe in seinem ersten Spiel in der Startelf auf. Im folgenden Spiel am 9. Januar 2021 stand der Stürmer beim 4:0-Sieg gegen die TSG 1899 Hoffenheim erneut von Beginn an auf dem Platz und erzielte 3 Tore. Für die abstiegsbedrohten Gelsenkirchener war es der erste Bundesligasieg seit dem 17. Januar 2020, womit man mit 30 sieglosen Spielen in Folge hinter Tasmania Berlin blieb, das in der Saison 1965/66 31-mal in Folge nicht hatte gewinnen können. Mit 19 Jahren und 301 Tagen wurde Hoppe hinter dem damals 18 Jahre alten Walter Bechtold (1965) und dem ebenfalls 19-jährigen Erling Haaland (2020) zum bis dahin drittjüngsten Spieler, dem 3 Tore in einem Bundesligaspiel gelangen. Nach 2 weiteren Toren in den folgenden 4 Spielen erhielt der US-Amerikaner Anfang Februar 2021 seinen ersten Profivertrag mit einer Laufzeit bis zum 30. Juni 2023. Hoppe beendete die Saison mit 22 Ligaeinsätzen, stand 15-mal in der Startelf und erzielte 6 Tore. Der FC Schalke 04 stieg jedoch als abgeschlagener Tabellenletzter in die 2. Bundesliga ab.
Zur Saison 2021/22 verpflichtete der FC Schalke 04 für den Sturm Marius Bülter und den dreimaligen Zweitligatorschützenkönig Simon Terodde. Hoppe kam unter Dimitrios Grammozis an den ersten 5 Spieltagen und der ersten Runde des DFB-Pokals nur zu einer Einwechslung. Ende August 2021 wechselte der US-Amerikaner am letzten Tag der Transferperiode zum spanischen Erstligisten RCD Mallorca. Beim Aufsteiger unterschrieb er einen Vertrag bis zum 30. Juni 2025. Dort konnte er sich unter Luis García und dessen Nachfolger Javier Aguirre jedoch nicht durchsetzen und kam auf 5 Ligaeinsätze (einmal in der Startelf) sowie zu 2 Einwechslungen in der Copa del Rey. Die Mannschaft befand sich über die gesamte Spielzeit im Abstiegskampf und konnte auf dem 16. Platz den Klassenerhalt sichern.
Im August 2022 wechselte Hoppe zum englischen Zweitligisten FC Middlesbrough, bei dem er einen Vertrag bis zum 30. Juni 2026 unterschrieb. Nach bis dahin lediglich sechs Einsätzen in der Liga verlieh ihn der Verein im Januar 2023 für den Rest der Saison an den schottischen Erstligisten Hibernian Edinburgh. Im Sommer 2023 folgte eine weitere halbjährige Leihe bis zum Ende der dortigen Spielzeit zu den San José Earthquakes in die amerikanische MLS. Ab Anfang 2024 stand er wieder im Kader des FC Middlesbrough, kam dort jedoch zu keinem weiteren Einsatz mehr und spielte lediglich vereinzelt noch in der Reservemannschaft des Vereins. Im Januar 2025 wurde sein Vertrag schließlich in gegenseitigem Einvernehmen aufgelöst.

### Nationalmannschaft
Hoppe wurde – ohne bisherige Länderspielerfahrungen – für den Kader der USA beim Gold Cup 2021 nominiert. Sein Debüt gab er am 16. Juli 2021 beim 6:1-Erfolg im zweiten Vorrundenspiel über Martinique, in welchem er im Sturmzentrum neben Daryl Dike in der Startelf stand. In der 14. Minute gab Hoppe die Vorlage zum Kopfballtreffer seines Sturmpartners. Etwas mehr als eine Woche später erzielte der Kalifornier seinerseits mit dem Kopf das spielentscheidende 1:0 in der Schlussphase gegen Jamaika, das den Einzug ins Halbfinale des Wettbewerbs bedeutete. Insgesamt kam er im Turnier zu 5 Einsätzen (4-mal von Beginn) und steuerte ein Tor zum Titelgewinn bei.

## Titel und Erfolge
Nationalmannschaft:
- Gold-Cup-Sieger: 2021

Persönliche Auszeichnungen:
- Bundesliga Rookie des Monats: Januar 2021